# Félix Ernesto Alpízar
Félix Ernesto Alpízar (3 de junio 1909, Bauta, La Habana - 21 de diciembre 1931, La Habana) fue un opositor cubano al gobierno de Gerardo Machado
Hijo de una familia humilde, en su juventud comenzó a participar en el movimiento que buscaba derrocar a Gerardo Machado. Apresado dos veces, al salir pasó a la clandestinidad. El 21 de diciembre de 1931 es herido y apresado después de un tiroteo con efectivos militares. Fue conducido al castillo de Atarés, una prisión del régimen, donde falleció al ser torturado. Sus restos fueron enterrados clandestinamente en las caballerizas de la prisión, y fueron descubiertos posteriormente el 18 de agosto de 1933, después del fin del gobierno de Machado, junto a otros cadáveres de opositores. Fueron trasladados públicamente hasta el Cementerio de Colón.
Actualmente hay una escuela Primaria en Baracoa, Cuba, que lleva su nombre. También existe una escuela primaria en Guanabacoa con su nombre